# Elvis and Nixon
Pour plus de détails, voir Fiche technique et Distribution.
Elvis et Nixon (Elvis and Nixon) est un film américain réalisé par Liza Johnson, sorti en 2016.

## Synopsis
Le 21 décembre 1970, Elvis Presley se rend à la Maison-Blanche où il demande à parler à Richard Nixon, le président des États-Unis. Le célèbre artiste a écrit une lettre au président Nixon, dans laquelle il dénonce les problèmes de drogue dans la société. Le King veut lui exprimer son souhait d'être engagé comme agent infiltré du Bureau des narcotiques et des drogues dangereuses, pour lutter contre le trafic de stupéfiants. Nixon le républicain, qui n'est qu'au début de son mandat, est alors assez impopulaire auprès des jeunes. Il pense que sa rencontre avec Elvis améliorera son image.

## Fiche technique
Sauf indication contraire, les informations mentionnées dans cette section peuvent être confirmées par la base de données cinématographiques IMDb,  présente dans la section « Liens externes ».
- Titre : Elvis et Nixon
- Titre original : Elvis and Nixon
- Réalisation : Liza Johnson
- Scénario : Joey Sagal, Hanala Sagal et Cary Elwes
- Direction artistique : Kristin Lekki
- Décors : Mara LePere-Schloop
- Photographie : Terry Stacey
- Montage : Michael Taylor et Sabine Hoffman
- Musique : Ed Shearmur
- Production : Cassian Elwes, Holly Wiersma

Producteurs délégués : Robert Ogden Barnum, Jason A. Micallef, Byron Wetzel, Hanala Sagal (co), Joey Sagal (co)
Producteurs associés : Brandon Park
- Société de production : Prescience
- Distribution : Amazon Studios / Bleecker Street Media (États-Unis), Warner Bros. France (France)
- Pays de production :  États-Unis
- Langue originale : anglais
- Format : couleur
- Genre : comédie, historique et biopic
- Durée : 86 minutes
- Dates de sortie[2] :
  - États-Unis : 18 avril 2016 (festival du film de Tribeca)
  - États-Unis : 22 avril 2016
  - France : 20 juillet 2016
  - Belgique : 16 août 2017

## Distribution
- Michael Shannon (VF : David Krüger ; VQ : Louis-Philippe Dandenault) : Elvis Presley
- Kevin Spacey (VF : Gabriel Le Doze ; VQ : Jacques Lavallée) : Richard Nixon
- Alex Pettyfer (VF : Jean-Christophe Dollé ; VQ : Adrien Bletton) : Jerry Schilling (en)
- Johnny Knoxville (VF : Philippe Valmont ; VQ : Frédérik Zacharek) : Sonny
- Colin Hanks (VF : Emmanuel Garijo ; VQ : Philippe Martin) : Egil Krogh (en)
- Evan Peters (VF : Théo Frilet ; VQ : Nicholas Savard L'Herbier) : Dwight Chapin
- Sky Ferreira (VF : Charlotte Campana ; VQ : Alice Pascual) : Charlotte
- Tracy Letts (VF : Guy Chapellier ; VQ : François Trudel) : John Finlator
- Tate Donovan (VF : Constantin Pappas ; VQ : Patrick Chouinard) : le chef de cabinet de la Maison-Blanche H. R. Haldeman
- Ashley Benson (VF : Karine Foviau) : Margaret, une employée d'American Airlines
- Dylan Penn (VF : Julie Quesnay) : Diane
- Danny McCarthy (VF : Pascal Germain) : agent Duncan
- Ahna O'Reilly (VF : Delphine Rivière) : Mary Anne Peterson
- Kamal Angelo Bolden (VF : Diouc Koma) : Mack
- Brandon Cody Wise (VF : Jérôme Pauwels) : l'imitateur d'Elvis
- Poppy Delevingne : une hôtesse de l'air

 Source et légende : version française (VF) sur RS Doublage et AlloDoublage

## Production

### Genèse et développement
Richard Nixon rencontre Elvis Presley à la Maison-Blanche, le 21 décembre 1970. Cet évènement a déjà été relaté dans le film Elvis Meets Nixon (en) sorti en 1997. Rick Peters y incarne Elvis Presley et Bob Gunton est Richard M. Nixon.
L'existence de ce nouveau projet est révélé en novembre 2014, quand les droits sont acquis par Sony Pictures Worldwide Acquisitions, division de Sony Pictures Entertainment. Le scénario est notamment coécrit par l'acteur Cary Elwes (Hot Shots!, Saw, etc.), qui devait initialement réaliser le film. Son frère Cassian Elwes est également producteur du film.

### Attribution des rôles
Dès 2011, Eric Bana est annoncé dans le rôle d'Elvis. Il quitte cependant le projet un an plus tard.
Ce film marque les débuts de Dylan Penn, fille de Robin Wright et Sean Penn.

### Tournage
Le tournage débute le 12 janvier 2015 à La Nouvelle-Orléans,.